# العلاقات القبرصية الكورية الشمالية
العلاقات القبرصية الكورية الشمالية هي العلاقات الثنائية التي تجمع بين قبرص وكوريا الشمالية.

## مقارنة بين البلدين
هذه مقارنة عامة ومرجعية للدولتين:
| وجه المقارنة                                              | قبرص                                                                 | كوريا الشمالية                        |
| --------------------------------------------------------- | -------------------------------------------------------------------- | ------------------------------------- |
| المساحة (كم2)                                             | 9.24 ألف                                                             | 120.54 ألف                            |
| عدد السكان (نسمة)                                         | 1.14 مليون                                                           | 25.49 مليون                           |
| الكثافة السكانية (ن./كم²)                                 | 123.38                                                               | 211.47                                |
| العاصمة                                                   | نيقوسيا                                                              | بيونغيانغ                             |
| اللغة الرسمية                                             | اليونانية الحديثة، اللغة التركية، لغة يونانية                        | لغة كوريا الشمالية القياسية ‏          |
| العملة                                                    | يورو، جنيه قبرصي                                                     | وون كوري شمالي                        |
| الناتج المحلي الإجمالي (بليون دولار)                      | 21.65 مليار                                                          |                                       |
| الناتج المحلي الإجمالي (تعادل القوة الشرائية) بليون دولار | 26.73 مليار                                                          |                                       |
| الناتج المحلي الإجمالي الاسمي للفرد دولار أمريكي          | 23.24 ألف                                                            |                                       |
| الناتج المحلي الإجمالي للفرد دولار أمريكي                 | 30.24 ألف                                                            |                                       |
| مؤشر التنمية البشرية                                      | 0.850                                                                |                                       |
| رمز المكالمات الدولي                                      | +357                                                                 | +850                                  |
| رمز الإنترنت                                              | .cy                                                                  | .kp                                   |
| المنطقة الزمنية                                           | ت ع م+02:00، ت ع م+03:00، توقيت شرق أوروبا، توقيت شرق أوروبا الصيفي ‏ | ت ع م+08:30، ت ع م+08:30، ت ع م+09:00 |

## منظمات دولية مشتركة
يشترك البلدان في عضوية مجموعة من المنظمات الدولية، منها:
| علم المنظمة | اسم المنظمة                   | تاريخ انضمام قبرص | تاريخ انضمام كوريا الشمالية |
| ----------- | ----------------------------- | ----------------- | --------------------------- |
|             | الاتحاد البريدي العالمي       | ?                 | ?                           |
|             | المنظمة الهيدروغرافية الدولية | ?                 | ?                           |
|             | يونسكو                        | 6 فبراير 1961     | 18 أكتوبر 1974              |
|             | الأمم المتحدة                 | 20 سبتمبر 1960    | 17 سبتمبر 1991              |
|             | الاتحاد الدولي للاتصالات      | 24 أبريل 1961     | ?                           |

## وصلات خارجية
- موقع وزارة الخارجية القبرصية
- موقع وزارة الخارجية الكورية الشمالية